# U-196
| U-196 | U-196 | U-196 |
| --- | --- | --- |
| U 196 | | |
| | | |
| Трофейні німецькі підводні човни U-861 (на передньому плані), однотипний з U-196, та U-953 типу VII. Тронгейм. 19 травня 1945 | | |
| Верф | Deutsche Schiff- und Maschinenbau, AG Weser, Бремен | Deutsche Schiff- und Maschinenbau, AG Weser, Бремен |
| Під прапором | Третій Рейх | Третій Рейх |
| Належність | Крігсмаріне | Крігсмаріне |
| Порт приписки | Штеттін Лор'ян | Штеттін Лор'ян |
| Замовлення | 4 листопада 1940 | 4 листопада 1940 |
| Закладений | 10 червня 1941 | 10 червня 1941 |
| Спуск на воду | 24 квітня 1942 | 24 квітня 1942 |
| Введений до складу флоту | 11 вересня 1942 | 11 вересня 1942 |
| На службі | 1942—1944 | 1942—1944 |
| Загибель | після 1 грудня 1944 року зниклий безвісти в Зондській протоці | після 1 грудня 1944 року зниклий безвісти в Зондській протоці |
| Бойовий досвід | Друга світова війна Битва за Атлантику | Друга світова війна Битва за Атлантику |
| Проєкт | | |
| Тип ПЧ | великий океанський торпедний ДПЧ | великий океанський торпедний ДПЧ |
| Основні характеристики | | |
| Швидкість (надводна) | 18,2 вузла (33,7 км/год) | 18,2 вузла (33,7 км/год) |
| Швидкість (підводна) | 7,3 (13,5 км/год) | 7,3 (13,5 км/год) |
| Робоча глибина занурення | 100 м | 100 м |
| Гранична глибина занурення | 230 м | 230 м |
| Дальність плавання | 63 милі (117 км) на швидкості 4 вузли (7,4 км/год) (у підводному положенні) 13 450 морських миль (24 910 км на швидкості 10 вузлів (19 км/год) (у надводному положенні) | 63 милі (117 км) на швидкості 4 вузли (7,4 км/год) (у підводному положенні) 13 450 морських миль (24 910 км на швидкості 10 вузлів (19 км/год) (у надводному положенні) |
| Екіпаж | 48 офіцерів та матросів | 48 офіцерів та матросів |
| Розміри | | |
| Довжина найбільша (по КВЛ) | 87,60 м | 87,60 м |
| Ширина корпусу найб. | 7,50 м | 7,50 м |
| Висота | 10,2 м | 10,2 м |
| Середня осадка (по КВЛ) | 5,40 м | 5,40 м |
| Водотоннажність надводна | 1610 т | 1610 т |
| Водотоннажність підводна | 1799 т | 1799 т |
| Силова установка | | |
| Дизель-електрична: 2 дизельні двигуни MAN M 9 V 40/46 2 електродвигуни Siemens-Schuckert 2 GU 345/34                          | | |
| Гвинти | 2 | 2 |
| Потужність | 2 × 2 200 к.с. (дизелі) 2 × 740 к.с. (електродвигуни) | 2 × 2 200 к.с. (дизелі) 2 × 740 к.с. (електродвигуни) |
| Озброєння | | |
| Артилерія | 2 × 105-мм палубні гармати SK C/32 | 2 × 105-мм палубні гармати SK C/32 |
| Торпедно- мінне озброєння | 4 носових і 2 кормових ТА; 24 торпеди або 48 мін TMA чи TMB | 4 носових і 2 кормових ТА; 24 торпеди або 48 мін TMA чи TMB |
| ППО | 1 × 37-мм зенітна гармата SKC/30 2 (1 × 2) × 20-мм зенітні гармати FlaK 30                                                                                              | 1 × 37-мм зенітна гармата SKC/30 2 (1 × 2) × 20-мм зенітні гармати FlaK 30                                                                                              |

U-196 — німецький великий океанський підводний човен типу IXD2, що входив до складу Військово-морських сил Третього Рейху за часів Другої світової війни. Закладений 10 червня 1941 року на верфі Deutsche Schiff- und Maschinenbau, AG Weser у Бремені під будівельним номером 1042. Спущений на воду 24 квітня 1942 року, а 11 вересня 1942 року корабель увійшов до складу ВМС нацистської Німеччини.

## Історія служби
U-196 належав до серії німецьких підводних човнів типу IXD2, великих океанських човнів, призначених діяти на морських комунікаціях противника на далеких відстанях у відкритому океані. Човнів цього типу було випущено 28 одиниць і вони спеціально будувалися для дій у Південній Атлантиці та Індійському океані, а ближче до закінчення Другої світової війни частина з них використовувалася як проривачі блокади для підтримання зв'язків з Японією. Вони мали найбільшу в нацистському флоті дальність плавання за рахунок іншої конструкції енергетичної установки: завдяки подовженню корпусу вдалося встановити не тільки два потужні дизелі MAN з наддувом, але і два додаткові дизелі, що використовувалися при крейсерському плаванні в надводному положенні, при цьому два дизелі з наддувом перемикалися на холостий хід для швидкого перезаряджання акумуляторів.
11 вересня 1942 року U-196 розпочав службу у складі 4-ї навчальної флотилії, а з 1 квітня 1943 року переведений до бойового складу 12-ї флотилії ПЧ Крігсмаріне та 1 жовтня 1944 року — до бойового складу 33-ї флотилії ПЧ. З березня 1943 року і до грудня 1944 року U-196 здійснив 3 бойових походи в Атлантичний та Індійський океани, в яких провів 375 днів. Човен потопив 3 торгових судна (17 739 GRT).
30 листопада U-196 вийшов з Батавії у третій похід. Човен мав завдання забезпечити дозаправку однотипного підводного човна в Індійському океані, але зустріч так і не відбулася. Спроби зв'язатися з U-196 на початку грудня 1944 року не дали результату. Починаючи з 12 грудня 1944 року, човен внесли до списку зниклих безвісти в Зондській протоці. Причина зникнення U-196 залишається невідомою, його уламки так і не були знайдені. Є припущення, що він наразився на союзницьку міну, закладену британським підводним човном «Попос», однак «Попос» не заклав міни до 9 грудня 1944 року.

## Командири
- Корветтен-капітан Айтель-Фрідріх Кентрат (11 вересня 1942 — 21 вересня 1944)
- Оберлейтенант-цур-зее Вернер Штріглер (1 жовтня — 1 грудня 1944)

## Перелік уражених U-196 суден у бойових походах
| №                                                         | Дата           | Командир ПЧ                   | Назва          | Тип                | Належність      | Водотоннажність (брт) | Вантаж                                                        | Конвой      | Результат та координати                                               | Наслідки атаки для екіпажу    | Прим. |
| --------------------------------------------------------- | -------------- | ----------------------------- | -------------- | ------------------ | --------------- | --------------------- | ------------------------------------------------------------- | ----------- | --------------------------------------------------------------------- | ----------------------------- | ----- |
| Перший похід (13.03—23.10.1943, 225 діб; Кіль—Бордо)      |                |                               |                |                    |                 |                       |                                                               |             |                                                                       |                               |       |
| 1                                                         | 11 травня 1943 | Kptlt. Айтель-Фрідріх Кентрат | Nailsea Meadow | суховантажне судно | Велика Британія | 4 962                 | 7104 тонн військових матеріалів, генеральних вантажів і пошти |             | потоплено 32°04′ пд. ш. 29°13′ сх. д. / 32.067° пд. ш. 29.217° сх. д. | 44 (2 загинули та 42 вижили)  |       |
| 2                                                         | 3 серпня 1943  | Kptlt. Айтель-Фрідріх Кентрат | City of Oran   | суховантажне судно | Велика Британія | 7 323                 | 8005 тонн вугілля                                             | Конвой CB 1 | потоплено 13°45′ пд. ш. 41°16′ сх. д. / 13.750° пд. ш. 41.267° сх. д. | 86 (усі вижили)               |       |
| Другий похід (16.03—10.08.1944, 148 діб; Ла-Паліс—Пінанг) |                | Kptlt. Айтель-Фрідріх Кентрат |                |                    |                 |                       |                                                               |             |                                                                       |                               |       |
| 3                                                         | 9 липня 1944   | Kptlt. Айтель-Фрідріх Кентрат | Shahzada       | суховантажне судно | Велика Британія | 5 454                 | 5000 тонн арахісу                                             |             | потоплено 15°30′ пн. ш. 65°30′ сх. д. / 15.500° пн. ш. 65.500° сх. д. | 98 (46 загинули та 52 вижили) |       |